# Хехцир (посёлок)
Хехци́р — посёлок в Хабаровском районе Хабаровского края. Входит в Корфовское городское поселение.

## География
Посёлок Хехцир находится вблизи остановочного пункта Хехцирский Дальневосточной железной дороги. В этом месте Транссибирская магистраль проходит по перевалу через горный хребет Хехцир.
Расстояние от пос. Хехцир до автотрассы «Уссури» (на запад) около 1 км.
Расстояние до административного центра городского поселения пос. Корфовский около 8 км (на юг по трассе «Уссури»).
Расстояние до Хабаровска (у поста ГИБДД «14-й километр») около 10 км (на север по трассе «Уссури», через Сосновку).

## Население
| 1992 | 2002 | 2010 | 2011 | 2012 | 2021 |
| ---- | ---- | ---- | ---- | ---- | ---- |
| 132  | ↘116 | ↘89  | →89  | ↗92  | ↗208 |

## Инфраструктура
- Жители работают на железной дороге.
- В окрестностях пос. Хехцир находятся садоводческие общества хабаровчан.